# KOIN Center
KOIN Tower (anteriormente KOIN Center ) es un rascacielos de Portland, la ciudad más poblada del estado de Oregón (Estados Unidos). Con 35 pisos y 155 metros de altura es el tercero más alto de la ciudad. Fue diseñado por la firma Zimmer Gunsul Frasca Partnership y se inauguró en 1984 a un costo de 84 millones de dólares.

## Historia
El edificio se llamaba originalmente Fountain Plaza, pero rápidamente pasó a ser conocido como el Centro KOIN, que refleja el nombre de su ocupante de más alto perfil, la KOIN television, la filial de CBS en Portland. El edificio fue controvertido mientras se construía porque su ubicación bloqueaba la vista del Monte Hood que durante mucho tiempo habían visto los conductores que salían del Túnel Vista Ridge debajo de West Hills de Portland en dirección este por la Ruta 26 de Estados Unidos.
KOIN Center fue el primer edificio completado en un desarrollo proyectado de tres bloques patrocinado por la Comisión de Desarrollo de Portland (PDC) que también incluyó los bloques de la ciudad inmediatamente al norte y al este. Este último fue la ubicación desde hace mucho tiempo de los estudios de transmisión y las oficinas de KOIN, que se trasladaron al Centro KOIN una vez finalizado. De los edificios adicionales proyectados, solo los apartamentos de Essex House, que ocupan la mitad del bloque norte que da a SW Third Avenue, se completaron en 1992. Se propuso un edificio de oficinas de 15 pisos en el bloque este, 100 Columbia, pero la construcción nunca comenzó. Este edificio ahora ha sido cancelado.
El PDC tenía varios objetivos al patrocinar el proyecto Fountain Plaza. Una era proporcionar un vínculo entre el gobierno y el núcleo comercial central del centro de la ciudad y el distrito de remodelación del Auditorio Sur casi terminado inmediatamente al sur. Este proyecto de remodelación, iniciado en 1960, había sido el primero para el PDC y, aunque controvertido en ese momento, algunos lo han considerado como uno de los pocos proyectos exitosos de esa época en la nación. Reflejando ese objetivo, la entrada suroeste del KOIN Center se enfrenta a su propia plaza en la esquina de la calle en diagonal a través de la intersección de la Fuente Ira C. Keller, haciendo una conexión visual y peatonal con ese importante espacio público. La fuente Keller, construida en 1970 y originalmente llamada Fuente de la explanada en referencia al Auditorio Municipal adyacente (ahora Keller), fue descrita por la crítica de arquitectura del New York Times Ada Louise Huxtable como quizás "uno de los espacios urbanos más importantes desde el Renacimiento." Es esta fuente la que dio nombre al proyecto del Centro KOIN. Un segundo objetivo del PDC al proponer este edificio de uso mixto fue promover el tipo de apartamento en condominio común en los distritos comerciales centrales de las grandes ciudades como Nueva York y Chicago, pero no en Portland en ese momento.
La firma de Olympia & York of Oregon, una empresa conjunta de Olympia & York Properties of Toronto y Arnon Development, ambas de propiedad canadiense, ganó el concurso PDC para el proyecto Fountain Plaza y completó el edificio en 1984. Entre 1992 y 1995, las propiedades inmobiliarias de Olympia & York de Toronto se subastaron en un tribunal de quiebras, y el Centro KOIN pasó a manos de un grupo de propiedad encabezado por Louis Dreyfus Property Group (LDPG) en 1993. El LDPG era propietario del edificio hasta que se vendió el 3 de julio de 2007 a un grupo de inversores de California por 109 millones de dólares, una compra que incluía los dos sitios de construcción restantes para un posible desarrollo residencial y de oficinas en gran altura. En agosto de 2009, estos inversores, incluido el Sistema de Jubilación de Empleados Públicos de California y los socios del CommonWealth, entregaron el control del Centro KOIN después de incumplir con su hipoteca de 70 millones de dólares de la New York Life Insurance Company. Los condominios en los pisos superiores son de propiedad separada y no se vieron afectados por el valor predeterminado.
En diciembre de 2009, American Pacific International Capital, con sede en Portland, compró la parte de oficinas del edificio por entre 50 y 60 millones de dólares, aproximadamente la mitad de los 109 millones de dólares pagado por CalPERS en 2007. ScanlanKemperBard compró la torre de oficinas por 88 millones de dólares  en enero de 2015. En 2016, el edificio se sometió a importantes mejoras, incluida una renovación completa del vestíbulo principal, mejoras en todo el edificio y algunas suites vacías. 

## Diseño

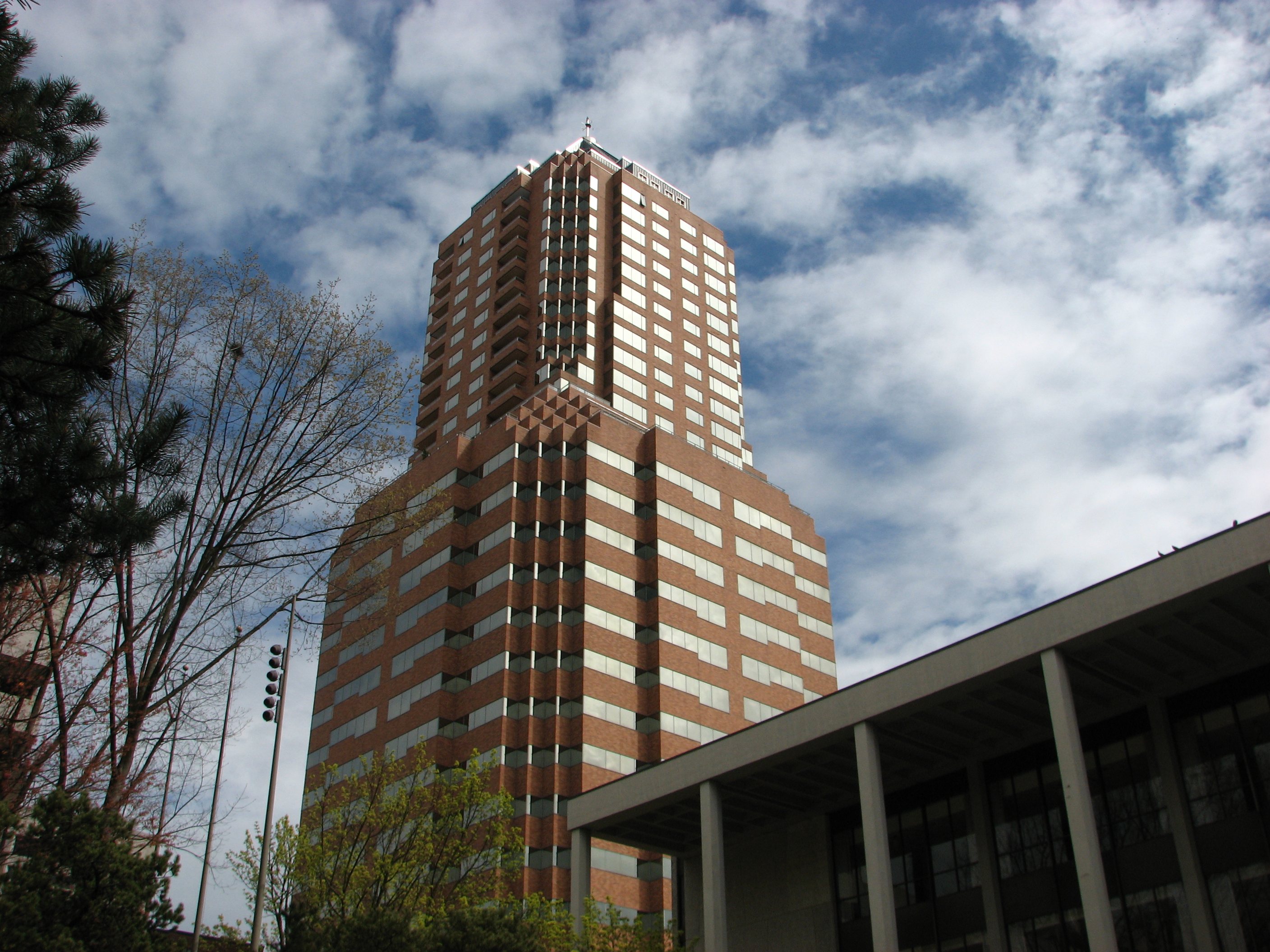
El centro desde abajo

La KOIN Tower ocupa una manzana entera y está revestida de ladrillo naranja y adornada con piedra caliza blanca en la base; el techo inclinado que forma la corona piramidal es de acero galvanizado preacabado. El perfil en forma de zigurat y la corona azul lo distingue de la mayoría de los otros edificios en el área del centro de Portland y le da una apariencia reconocible al instante, "una de las cosas más importantes que puede lograr un rascacielos en el centro de la ciudad". Los pasos hacia atrás en su huella con una altura creciente y su forma multifacética son una reminiscencia de los rascacielos art déco de la década de 1920,  lleva a algunos comentaristas a describir su arquitectura como neo art déco. Además de los estudios de transmisión KOIN y las oficinas por debajo del nivel del suelo, el edificio tiene tres programas funcionales principales, cada uno con su propia entrada y fachada distintiva: comercial / oficina en SW Columbia Street, espacio comercial y antiguo teatro en la esquina suroeste y condominios residenciales en SW Third Avenue. Además, un espacio de restaurante tiene su propia entrada en SW Clay Street. Por lo tanto, el edificio se relaciona con su entorno de varias formas distintas. De estos, el más importante es la esquina suroeste como una extensión del espacio público representado por la Fuente Keller y el Auditorio Keller adyacente. Una característica única en Portland, y que resulta de la naturaleza de bloques múltiples del proyecto original, es la ubicación de la entrada al estacionamiento subterráneo y muelles de carga en el bloque adyacente al este. Esto evita que cualquiera de las cuatro fachadas de la calle acomode una entrada de estacionamiento o un muelle de carga, una ventaja de diseño distintiva para un edificio en uno de los pequeños 61 por 61 metros cuadras típicas del centro de Portland.
La piedra caliza al nivel de la calle es rica en fósiles, incluidos dólares de arena, byrozoos y cirrípedos, así como trozos de chert verde.

## Inquilinos
Hay cuatro usos distintos para la KOIN Tower, todos alojados en partes separadas del edificio. Los primeros tres pisos albergan espacios comerciales y de oficinas mixtos. El espacio del restaurante de la planta baja, originalmente ocupado por una sucursal de Thirteen Coins con sede en Seattle, ahora es la ubicación de The Steakhouse de Morton's. Los pisos 4 a 19 son espacios de oficinas, con inquilinos que incluyen Skanska USA Building, First American Title Insurance, ECONorthwest, Helmy Law Firm PC, Evanta, Robert Half International, Schnitzer Steel y otros. Los condominios Fountain Plaza ocupan los pisos 20 al 31. Los estudios y las instalaciones de producción de KOIN, la filial de CBS de Portland, ocupan el sótano y una parte de la planta baja. La aguja azul que corona el edificio alberga los equipos utilizados para transmitir señales de radio y televisión. El edificio albergaba anteriormente el KOIN Center Cinema de seis pantallas, que cerró en 2004 después de 19 años en funcionamiento.